# サマー・コネクション
「サマー・コネクション」（Summer Connection）は、1977年7月5日に発売された大貫妙子通算2作目のシングル。

## 解説
「サマー・コネクション」はアルバム『SUNSHOWER』からの先行シングル曲で、アルバムとはテイクが異なる。大貫によれば、詞は夏のイメージで作ったという。1980年代以降、大貫の言葉を区切る歌い方に違和感を持っていた山下達郎は以前、自身のラジオ番組でこのシングル・ヴァージョンが大貫の作品の中で一番好きだとコメントしている。
「部屋」はこのシングルのみでの収録曲。大貫は「私の曲の中でもすごく気に入っている曲なんです。陽の中に色ってありますよね、赤とか。そういう水彩画のようなイメージで詞を書きたかったんです」と答えている。
両曲とも紙ジャケット仕様再発盤『SUNSHOWER (Taeko Ohnuki CROWN YEARS Paper Sleeve Collection)』にボーナス・トラックで収録されたほか、2015年の『RECORD STORE DAY JAPAN』では、発売当時のアートワークを再現したアナログ7インチ盤で限定再発された。

## 収録曲

### SIDE A
1. サマー・コネクション  –  (4'12")
作詞・作曲: 大貫妙子 ⁄ 編曲: 坂本龍一

### SIDE B
1. 部屋  –  (3'23")
作詞・作曲: 大貫妙子 ⁄ 編曲: 坂本龍一

## レコーディング・メンバー

### サマー・コネクション
| Words and Music: 大貫妙子   |
| Arrangement: 坂本龍一       |
|                             |
| Keyboards: 坂本龍一         |
| Guitar: 鈴木茂、松木恒秀    |
| Bass: 田中章弘              |
| Drums: 村上秀一             |
| Percussion: 斉藤ノブ        |
| Background Vocals: 大貫妙子 |

### 部屋
| Words and Music: 大貫妙子                                                    |
| Arrangement: 坂本龍一                                                        |
|                                                                              |
| Steinway Piano, Fender Rhodes, Yamaha Polyphonic Synthesizer CS-80: 坂本龍一 |
| Electric Guitar: 鈴木茂                                                      |
| Acoustic Guitar: 吉川忠英                                                    |
| Bass: 田中章弘                                                               |
| Drums: 林立夫                                                                |
| Percussion: 斉藤ノブ                                                         |

### スタッフ
| Produced by 国吉静治 & 生田朗 |
| Co-Produced by 大貫妙子       |

## リリース日一覧
| 地域 | タイトル                    | リリース日    | レーベル                        | 規格               | カタログ番号 | 備考                                  |
| ---- | --------------------------- | ------------- | ------------------------------- | ------------------ | ------------ | ------------------------------------- |
| 日本 | サマー・コネクション / 部屋 | 1977年7月5日  | PANAM ⁄ CROWN                   | 7"シングルレコード | ZP-29        | 両曲ともアルバム『SUNSHOWER』未収録。 |
| 日本 | サマー・コネクション / 部屋 | 2015年4月18日 | PANAM ⁄ CROWN ⁄ HMV Record Shop | 7"シングルレコード | CRK-1020     | RECORD STORE DAY JAPAN 2015限定       |